# Un crimen argentino
Un crimen argentino es una película de suspenso policial argentina de 2022 dirigida por Lucas Combina que está basada en la novela homónima de Reynaldo Sietecase. Narra la historia de dos investigadores que son asignados para resolver el caso de una misteriosa desaparición de un hombre en plena dictadura militar. Está protagonizada por Nicolás Francella y Matías Mayer; acompañados por un reparto coral integrado por Malena Sánchez, Luis Luque, Alberto Ajaka, Rita Cortese, César Bordón y Darío Grandinetti. La película tuvo su estreno el 25 de agosto de 2022 en las salas de cines de Argentina bajo la distribución de Warner Bros. Pictures.
La película relata los hechos reales sobre la desaparición del empresario rosarino Jorge Salomón Sauan, que tuvo lugar el 16 de diciembre de 1980 en el Club Social Sirio Argentino, donde fue a tomar unos tragos con el abogado Juan Carlos Masciaro, quien fue el responsable de su desaparición y exigió a la familia de la víctima el monto de un millón de dólares como pago del rescate.

## Sinopsis
La trama está ambientada en la década del ochenta en la ciudad de Rosario y sigue la historia sobre la desaparición de un hombre durante la dictadura militar argentina. El caso es asignado a dos jóvenes secretarios de un juzgado de la ciudad, quienes en un muy poco tiempo deberán hacer lo posible para resolver la causa, la cual en su camino se encontrarán con la corrupción policial y varios peligros que ponen en riesgo su vida.

## Reparto
- Nicolás Francella como Antonio González Rivas
- Matías Mayer como Carlos Torres
- Malena Sánchez como María Bussato
- Luis Luque como Jorge Eldo Suárez
- Alberto Ajaka como Oficial Serbera
- Rita Cortese como Adelma Gobbi
- César Bordón como Rodolfo Ríos
- Darío Grandinetti como Mariano Márquez
- Pablo Tolosa como Gabriel «Turco» Samid
- Luis Rubio como Abogado
- Juan Nemirovsky como Luciano Benazar
- Raúl Santángelo como Alberto Banegas
- Ariel Gauna como Comisario Bonino
- Roberto Moyano como Bataca Ferreyra
- Gustavo Alemandi como Nelson «Chinche» Arriaga
- Lala Brillos como Susana Arriaga
- María Mónica González como Teresa Tomasso
- Vanesa Spera como Marta
- Miguel Bosco como Alejandro Samid
- Emma Rivera como Nora Samid
- Antonio Bax como Salvador Samid
- Pablo Carnicelli como Ernesto Samid
- José Luis Jaimes como Profesor Alarcón
- Silvina Santandrea como Miriam

## Producción
En enero del 2022, se anunció el inicio de la producción de la película, la cual estaría basada en la novela policial Un crimen argentino del periodista Reynaldo Sietecase, siendo anunciado Lucas Combina como el director de la misma, después de haber sido fichado por su trabajo en la serie La chica que limpia (2018), mientras que se dio a conocer que Juan Pablo Buscarini sería el responsable de la producción, como así también fue quien convocó a Combina para dirigir el proyecto.
En relación con el casting, ese mismo mes, se anunció que los protagonistas serían Nicolás Francella y  Matías Mayer; y a su vez se informó que Malena Sánchez, Darío Grandinetti, Luis Luque, Rita Cortese y Alberto Ajaka estarían en los papeles de reparto. La adaptación del guion estuvo a cargo de Sebastián Pivotto, Jorge Bechara y Matías Bertilotti, el cual contaría una historia basada en hechos reales sobre la desaparición de un importante empresario rosarino durante la dictadura militar de 1976.
El rodaje de la película tuvo lugar en la ciudad de Rosario, Santa Fe a finales de enero del 2022, extendiéndose por seis semanas y finalizó sus filmaciones el 4 de marzo de ese año. El primer tráiler de la película fue publicado en julio del 2022, donde se anunció que sería estrenada el 25 de agosto en las salas de cines de Argentina y que tiempo después desembarcaría en el catálogo de HBO Max, siendo lanzada el 14 de octubre del mismo año.

## Recepción

### Comentarios de la crítica
La película cosechó críticas positivas por parte de los expertos. Horacio Bernades del diario Página 12 calificó a la película con un 5, describiéndola como «débil», ya que «no hay quiebres ni sorpresas» y «la resolución decepciona las expectativas generadas», aunque destacó la actuación de Mayer como «lo mejor de la película» y alegó que Francella se mantiene «correcto». Por su parte, Ezequiel Boetti del sitio web Otros cines expresó, en referencia al contexto histórico del filme, que «Lucas Combina logra describir la sensación de opresión, de miedo omnipresente, que permeaba a la sociedad de esos años», como así también elogió el guion, diciendo que presenta «un relato bien construido», que tiene como resultado «un exponente del género». Liliana Vera Ibáñez del diario La Izquierda resaltó que la cinta posee «un hilo de relato arquitectónico, exacto y preciso» y que «el film crea una intriga particular porque no se resuelve el delito hasta los últimos minutos».
En una reseña para el periódico Clarín, Pablo O. Scholz escribió que «Un crimen argentino es un nuevo ejemplo de buena realización» y elogió la interpretación de Mayer, considerándola como un «hallazgo» en tanto «sabe retrucar, cambiar de tonos, poner el cuerpo cuando la escena lo requiere». Por su lado, Paula Vázquez Prieto del diario La Nación resaltó que «Lucas Combina maneja con solvencia y profesionalismo los recursos del género en una ópera prima que consigue un retrato aceitado y efectivo de uno de los momentos más negros de la historia argentina»; y a su vez resaltó la actuación de Grandinetti como «impecable».

### Taquilla
Un crimen argentino, en su primeros cuatro días de proyección en 185 salas de cines, fue vista por más de 23.000 espectadores aproximadamente, lo que la colocó en el puesto número 5 de las películas más vistas durante el fin de semana en Argentina. En su segunda semana de estreno, se posicionó como la séptima película más vista, acumulando un total de 44.000 espectadores y en su tercera semana el número incrementó a más de 54.000 personas.

### Premios y nominaciones
| Lista de premios y nominaciones | Lista de premios y nominaciones | Lista de premios y nominaciones    | Lista de premios y nominaciones                      | Lista de premios y nominaciones | Lista de premios y nominaciones |
| Año                             | Organización                    | Categoría                          | Nominado/a(s)                                        | Resultado                       | Ref(s)                          |
| ------------------------------- | ------------------------------- | ---------------------------------- | ---------------------------------------------------- | ------------------------------- | ------------------------------- |
| 2023                            | Premios Cóndor de Plata         | Mejor ópera prima                  | Un crimen argentino                                  | Ganador                         | [ 22 ] [ 23 ]                   |
| 2023                            | Premios Cóndor de Plata         | Premio del público BA audiovisual  | Un crimen argentino                                  | Nominado                        | [ 22 ] [ 23 ]                   |
| 2023                            | Premios Cóndor de Plata         | Mejor actriz de reparto            | Rita Cortese                                         | Nominada                        | [ 22 ] [ 23 ]                   |
| 2023                            | Premios Cóndor de Plata         | Mejor actor de reparto             | Darío Grandinetti                                    | Nominado                        | [ 22 ] [ 23 ]                   |
| 2023                            | Premios Cóndor de Plata         | Mejor guion adaptado               | Jorge Bechara, Matías Bertilotti y Sebastián Pivotto | Ganadores                       | [ 22 ] [ 23 ]                   |
| 2023                            | Premios Cóndor de Plata         | Mejor fotografía                   | Víctor González                                      | Nominado                        | [ 22 ] [ 23 ]                   |
| 2023                            | Premios Cóndor de Plata         | Mejor dirección de arte            | Catalina Oliva                                       | Nominada                        | [ 22 ] [ 23 ]                   |
| 2023                            | Premios Cóndor de Plata         | Mejor diseño de vestuario          | Connie Balduzzi y Laura Perales                      | Nominados                       | [ 22 ] [ 23 ]                   |
| 2023                            | Premios Cóndor de Plata         | Mejor maquillaje y peluquería      | Magdalena Puibusqué                                  | Nominada                        | [ 22 ] [ 23 ]                   |
| 2023                            | Premios Cóndor de Plata         | Mejor sonido                       | Javier Stavropulos                                   | Nominado                        | [ 22 ] [ 23 ]                   |
| 2023                            | Premios Sur                     | Mejor película                     | Un crimen argentino                                  | Nominado                        | [ 24 ] [ 25 ]                   |
| 2023                            | Premios Sur                     | Mejor ópera prima                  | Un crimen argentino                                  | Nominado                        | [ 24 ] [ 25 ]                   |
| 2023                            | Premios Sur                     | Mejor director                     | Lucas Combina                                        | Nominado                        | [ 24 ] [ 25 ]                   |
| 2023                            | Premios Sur                     | Mejor guion adaptado               | Jorge Bechara, Matías Bertilotti y Sebastián Pivotto | Ganadores                       | [ 24 ] [ 25 ]                   |
| 2023                            | Premios Sur                     | Mejor montaje                      | Pablo Mari                                           | Nominado                        | [ 24 ] [ 25 ]                   |
| 2023                            | Premios Sur                     | Mejor dirección de arte            | Catalina Oliva                                       | Nominada                        | [ 24 ] [ 25 ]                   |
| 2023                            | Premios Sur                     | Mejor diseño de vestuario          | Connie Balduzzi                                      | Nominada                        | [ 24 ] [ 25 ]                   |
| 2023                            | Premios Sur                     | Mejor sonido                       | Javier Stavrópoulos                                  | Nominado                        | [ 24 ] [ 25 ]                   |
| 2023                            | Premios Sur                     | Mejor maquillaje y caracterización | Magdalena Puibusqué                                  | Nominada                        | [ 24 ] [ 25 ]                   |
| 2023                            | Premios Sur                     | Mejor música original              | Martín Bianchedi                                     | Nominado                        | [ 24 ] [ 25 ]                   |